# Place de la Liberté de Tallinn
La place de la Liberté (en estonien : Vabaduse väljak) est une place publique située dans la vieille ville de Tallinn en Estonie.
Pendant la période soviétique, elle s’appelait place de la Victoire (estonien : Võidu väljak).

## Présentation
La place actuelle située dans le quartier Vanalinn de Kesklinn est conçue par Tiit Trummal, Veljo Kaasik et Andres Alver.
Avant 2010, elle servait pour le stationnement des voitures.
Elle mesure environ 110 mètres de longueur et 75 mètres de large pour une superficie de 7 752 m2.

## Monuments
- Colonne de la victoire de la guerre d'indépendance (2009)
- Église Saint-Jean (1870), Vabaduse väljak 1
- Immeuble de commerce et d'habitation, Vabaduse väljak 2
- Hôtel Palace de Tallinn (et) (1936), Vabaduse väljak 3
- École de musique Georg Ots (et), Vabaduse väljak 4
- Théâtre russe (1926), Vabaduse väljak 5
- Association des artistes estoniens (et) (1953), Vabaduse väljak 6
- Immeuble de bureaux de la Municipalité de Tallinn (et), Vabaduse väljak 7
- Hall des arts de Tallinn (et) (1934), Vabaduse väljak 8; œuvre de Edgar Johan Kuusik et Anton Lembit Soans
- Centre scientifique AHHAA, Vabaduse väljak 9
- Bâtiment de l'ancienne compagnie d'assurance EEKS, Vabaduse väljak 10 (1936)[2]).

## Galerie

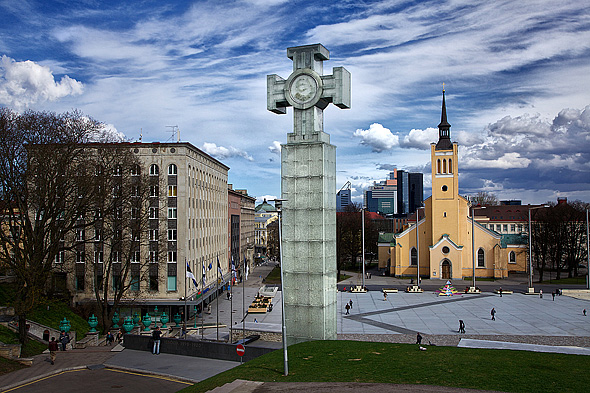
Colonne de la victoire de la guerre d'indépendance
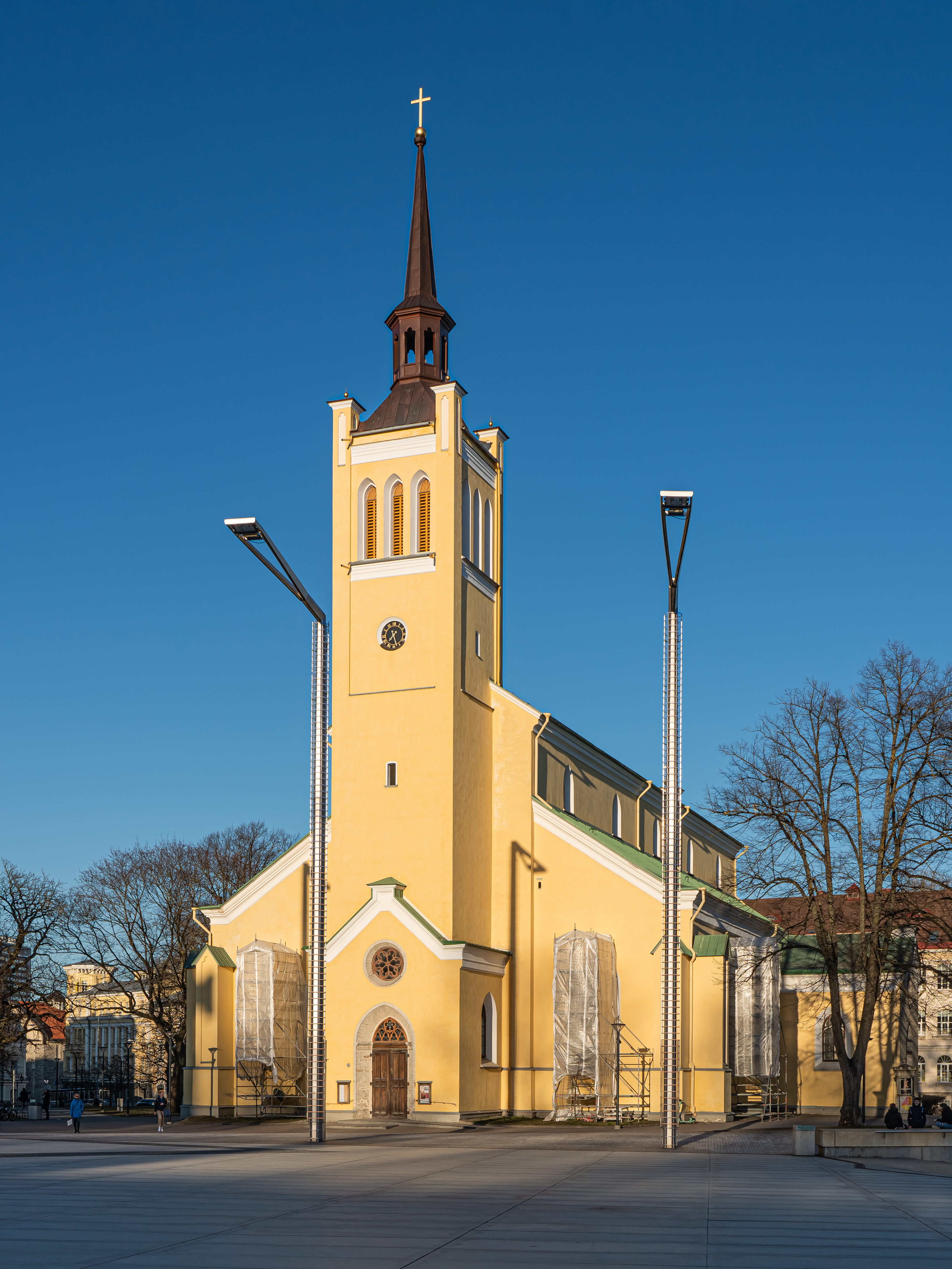
Église Saint-Jean
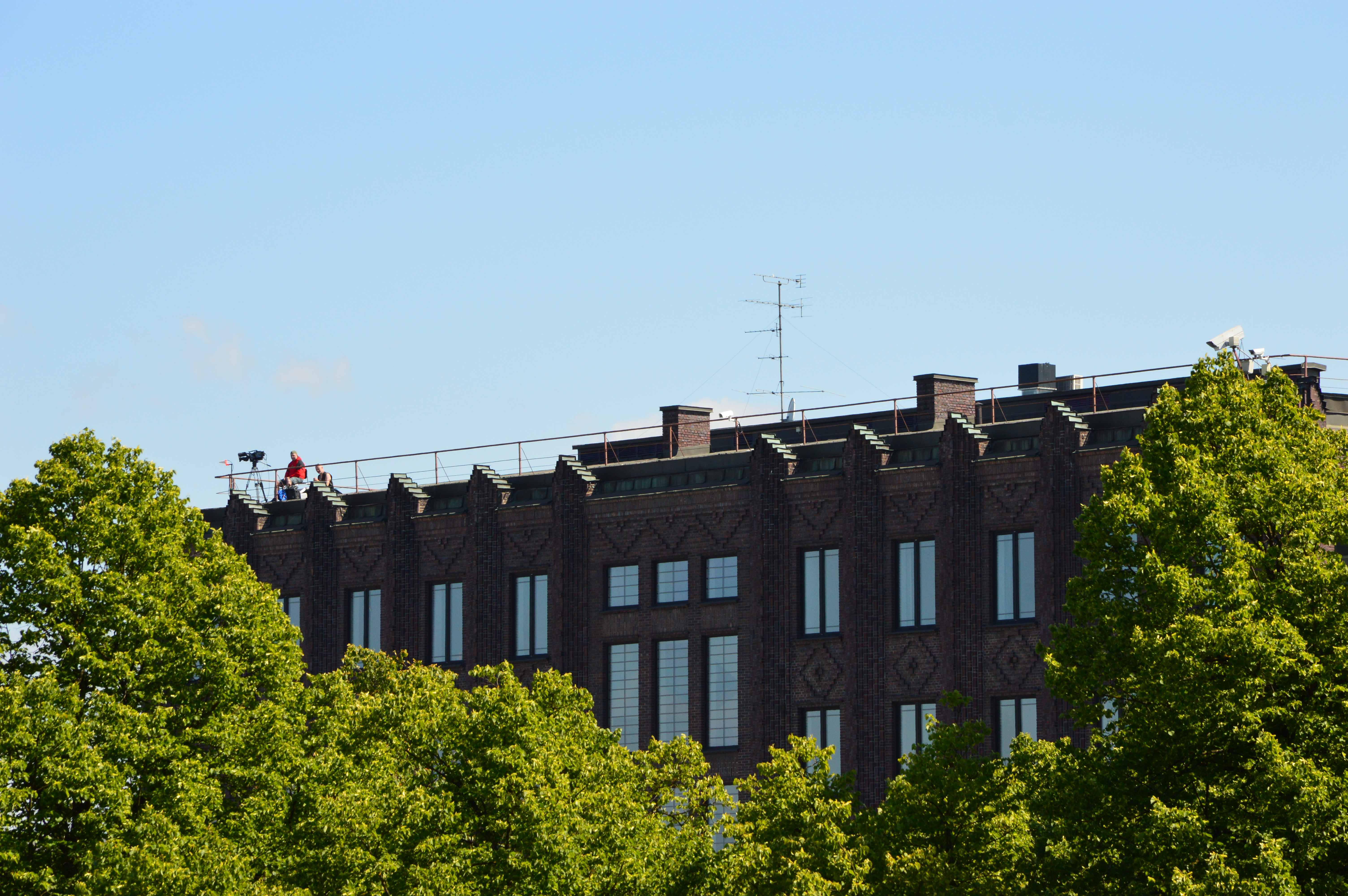
Bureaux de la Municipalité de Tallinn (et)

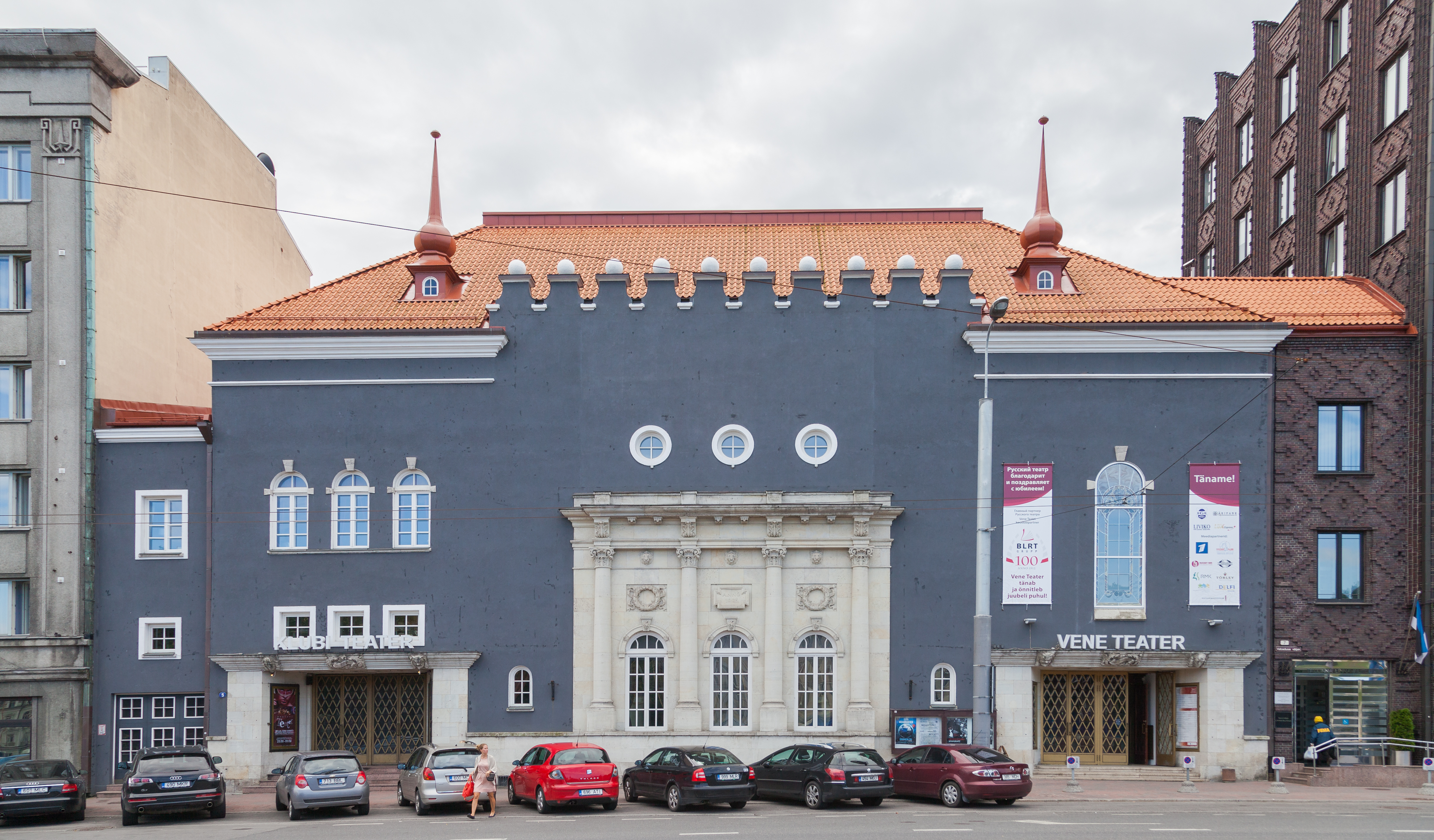
Théâtre russe